# Данев, Стоян
Профессор Стоян Петров Данев (болг. Стоян Петров Данев; 28 января 1858, Шумен — 30 июля 1949, София) — болгарский государственный деятель и юрист, лидер Прогрессивно-либеральной партии, премьер-министр Болгарии в 23-м (1901—1902), 24-м (1902—1903), 25-м (1903) и 33-м (1913) правительстве.

## Биография
Изучал право в Цюрихском университете, в Лейпцигском университете, в 1881 году окончил Гейдельбергский университет имени Рупрехта и Карла, за этим он окончил аспирантуру в области политологии в парижской Политехнической школе, которую он закончил в 1883 году.
После возвращения из Франции в 1884 году он работал в качестве адвоката в Софии. С 1894 по 1898 год был профессором международного права Софийского университета им. Климента Охридского.
Ещё во время его работы в качестве доцента, он начал свою политическую карьеру в 1894 году, когда был избран депутатом Народного собрания, в состав которого он входил до 1896 года. В 1897 году он стал преемником Драгана Цанкова в качестве председателя Прогрессивной либеральной партии. Этот пост он занимал до своей смерти.
На парламентских выборах в 1899 году он был переизбран членом болгарского Народного собрания, оставаясь в его составе до 1920 года. В 1901—1902 годах — министр иностранных дел Болгарии.
В 1902—1903 годах занимал должность премьер-министра, министра иностранных дел и министра просвещения Болгарии. Проявил себя последовательным сторонником Российской империи. В этот период было также отмечено обострение так называемого «македонского вопроса». В частности, в Софии Трайко Китанчевым был основан Верховный Македоно-Эдирнский комитет (OMEK), ставивший целью отделение Македонии от Османской империи. В 1902 году было предпринято восстание этого движения в районе реки Струма, но оно потерпело поражение. По совету России премьер-министр Данев в этой связи понял решение о запрете OMEK. Тем не менее напряжённость в связи с «македонским вопросом» постоянно возрастала. В связи с угрозой беспорядков на всей территории Македонии в мае 1903 года политик был отправлен королём в отставку.
После отставки он на несколько лет ушёл с ведущей политической орбиты страны. Уже в июне 1911 года он был избран председателем V-го Великого Народного собрания (1911) и затем — XV-го Обыкновенного Народного собрания (1911—1913). В этом качестве он оказал значительное влияние на заключение Лондонского мирного договора (1913), завершившего Первую Балканскую войну.
В июне-июле 1913 года занимал должность премьер-министра, министра иностранных дел и министра религии Болгарии.
В 1918—1920 годах — министр финансов Болгарии.